# Besma nigripuncta
Besma nigripuncta là một loài bướm đêm trong họ Geometridae.